# Your Honor (serie estadounidense)
Your Honor es una miniserie de televisión estadounidense, estrenada en 2020, del canal Showtime. Su primera temporada es una adaptación de la serie israelí, Kvodo. Ha sido creada por Peter Moffat y está protagonizada por Bryan Cranston.

## Sinopsis

### Primera temporada
Un joven adolescente atropella mortalmente a un motociclista de forma accidental y se da a la fuga. Su padre, un respetado juez de la ciudad de Nueva Orleans, decide proteger a su hijo después de conocer que el padre del fallecido es el jefe de una organización criminal de la ciudad.

## Premios
Bryan Cranston, quien además de protagonista de la serie es también su productor ejecutivo, fue nominado como candidato al mejor actor de miniserie en los Globos de Oro.

## Reparto

### Primera temporada
- Bryan Cranston como Michael Desiato, un juez de Nueva Orleans
- Hunter Doohan como Adam Desiato, el hijo del juez Desiato que se ve involucrado en un accidente de tráfico.
- Michael Stuhlbarg como Jimmy Baxter, padre del fallecido en el accidente.
- Hope Davis como Gina Baxter, madre del fallecido en el accidente.
- Sofia Black-D'Elia como Frannie, profesora de Adam.
- Lilli Kay cómo Fia Baxter, hija de Jimmy y Gina.
- Isiah Whitlock Jr. como Charlie, amigo de Michael Desiato y político con conexiones con el crimen organizado.
- Carmen Ejogo como Lee Delamere, abogada.
- Maura Tierney como Fiona McKee, abogada.
- Benjamin Wadsworth como Rocco Baxter, el chico al que accidentalmente mató Adam.